# 白騎士物語系列
白騎士物語是索尼电脑娱乐發售的PlayStation 3專用系列遊戲，首作《白騎士物語 -遠古的鼓動-》于2008年12月25日在日本發售，续作《白騎士物語 -光與闇的覺醒-》则于2010年7月8日在日發售。

## 世界觀
中世紀歐洲風的世界，充斥著怪物肆虐，法國大革命並沒有發生，而且存在著非常大的貧富差距。

## 登場人物
雷納德（Leonard レナード）
本遊戲的主角，極富正義感，從正面看像是短髮，其實留著很長的馬尾。在酒店工作，因為捲入某事件而獲得變身成白騎士的能力，為了救出公主而出發冒險。
白騎士
雷納德和古代盔甲合體變身的高7公尺的巨人，使用著劍和怪物作戰。在變身的過程中，會大喊「！變身」身上裝甲是白色。
悠莉（Yulie ユウリ）
和雷納德一起冒險的女主角候補，使用著短劍戰鬥，跟雷納德來自同一個村莊。
艾爾鬥（Eldore エルドア）
指導雷納德的老騎士，劍術一流，因為命運的捉弄而開始和雷納德一起行動，並守護雷納德的成長。
Avatar
遊玩者自行創造的人物，可以自行設定外表，並和雷納德一起參與冒險。
黑騎士（漆黑之翼）
黑將軍特利基亞和古代盔甲合體變身的高7公尺的巨人，使用著劍和白騎士作戰。在變身的過程中，會大喊「！變身」身上裝甲是黑色。
龍騎士
思捷和古代盔甲合體變身的高7公尺的巨人，使用著槍和怪物作戰。在變身的過程中，會大喊「！變身」，身上裝甲是紅色。
太陽王
古拉捷路和古代盔甲合體變身的高7公尺的巨人，使用著雙面激光劍和怪物作戰。在變身的過程中，會大喊「！變身」，身上裝甲是金色。

### 巴蘭朵王國
瓦爾托斯國王 ヴァルトス
朝著和平路線前進的巴蘭朵王國國王，在和長年敵對的國家簽訂和平條約之際，被神秘的巫師集團暗殺。
席姿娜公主（Cisna シズナ姫）
女主角候補，給人品行端莊、相貌漂亮印象的巴蘭朵王國公主。小時後因為母后被不知名人物殺害，所以在精神層面受到衝擊。在成人禮當天，被巫師集團擄走。

## 主題歌
古の鼓動OP「白騎士物語～旅人たち～」
歌 - KAZCO / 作曲、編曲 - 上松範康/ 作詞 - 日野晃博
古の鼓動ED「ときのカケラ～Chronicle Love～」
歌 - KAZCO / 作曲、編曲 - 上松範康/ 作詞 - 日野晃博
光と闇の覚醒OP「戦場に咲いた一輪の花」
歌 - 飛蘭 / 作曲、編曲 - 上松範康/ 作詞 - 日野晃博
光と闇の覚醒ED「とべ青い鳥」
歌 - 飛蘭 / 作曲、編曲 - 上松範康/ 作詞 - 日野晃博

## 外部連結
- （日語）遠古的鼓動公式官網 （页面存档备份，存于）
- （日語）白騎士物語 光與闇的覺醒公式官網 （页面存档备份，存于）